# Concorso pianistico internazionale Van Cliburn
Il Concorso internazionale pianistico Van Cliburn (Van Cliburn International Piano Competition) è un concorso musicale aperto a giovani pianisti di tutto il mondo.

## Storia
Fu fondato nel 1962 a Fort Worth, nel Texas, da un gruppo di musicisti, insegnanti e cittadini e fu intitolato al giovane pianista statunitense Van Cliburn, che nel 1958 aveva vinto il primo premio per la categoria pianisti della prima edizione del Concorso internazionale Čajkovskij di Mosca.
Il concorso si svolge ogni quattro anni; si articola in quattro fasi successive (selezioni, turno eliminatorio, semifinale e finale) e si conclude con l'assegnazione del primo (gold medal, medaglia d'oro), secondo (silver medal, medaglia d'argento) e terzo (Crystal Award) posto, piazzamenti premiati con premi in denaro, possibilità di incidere un cd e una serie di ingaggi per importanti concerti (internazionali per il primo posto, negli Stati Uniti per gli altri due) per le tre stagioni successive al concorso. Gli altri finalisti, solitamente tre, ricevono comunque la menzione, un premio in denaro e ingaggi per concerti negli Stati Uniti, mentre i semifinalisti ricevono un premio in denaro.

## Vincitori dellaGold Medal(primi classificati)
- 2025 - Aristo Sham (Hong Kong)
- 2022 - Yunchan Lim (Corea del Sud)
- 2017 - Yekwon Sunwoo (Corea del Sud)
- 2013 - Vadym Kholodenko (Ucraina)
- 2009 - Nobuyuki Tsujii (Giappone) e Haochen Zhang (Cina), ex aequo
- 2005 - Alexander Kobrin (Russia)
- 2001 - Stanislav Ioudenitch (Russia) e Olga Kern (Russia), ex aequo
- 1997 - Jon Nakamatsu (Stati Uniti)
- 1993 - Simone Pedroni (Italia)
- 1989 - Aleksej Sultanov (Russia)
- 1985 - José Feghali (Brasile)
- 1981 - Andre-Michel Schub (Francia)
- 1977 - Steven DeGroote (Sudafrica)
- 1973 - Vladimir Viardo (Russia)
- 1969 - Cristina Ortiz (Brasile)
- 1966 - Radu Lupu (Romania)
- 1962 - Ralph Votapek (Stati Uniti)